# Központi Hírszerző Ügynökség
A Központi Hírszerző Ügynökség (angolul: Central Intelligence Agency, rövidítve CIA) az Amerikai Egyesült Államok egyik legfontosabb szövetségi hírszerző szervezete, a Hírszerző Közösség tagja.
Az 1947-ben alapított ügynökség fő feladata titkos információk szerzése az USA kormányzatának igényei szerint más államok politikájáról, gazdaságáról, társadalmáról; külföldi kormányokról, intézményekről és magánszemélyekről, ezek feldolgozása és továbbítása az amerikai kormányzat illetékeseihez, illetve az elnökhöz, valamint az elnök utasítására titkos akciók végrehajtása külföldön. Az ügynökségnek nincsen joga az Egyesült Államok területén műveleti tevékenységet folytatni. A CIA központja a Virginia állambeli Langley városkában, Washington közvetlen közelében, a George Bush amerikai elnökről elnevezett hírszerzési központban található.
A CIA meglehetősen független amerikai kormányzati intézmény, egyetlen közvetlen felettese nemzeti hírszerzési igazgató (Director of National Intelligence, DNI), az elnök hírszerzési tanácsadója.

## Feladatköre
A Központi Hírszerző Ügynökség feladata, hogy pontos, átfogó és időben küldött, külföldi hírszerzési adatokat szerezzen, elemzéseket készítsen; az USA határain kívüli hírszerző-tevékenység révén, valamint különleges műveletek végrehajtásával segítse az elnök, a Nemzetbiztonsági Tanács és mindazon vezetők munkáját, akik az Egyesült Államok kül- és védelmi politikájának alakításáért és végrehajtásáért felelősek. A Nemzetbiztonsági Törvényben részletesen is felsorolt feladatai maradéktalan ellátása érdekében a CIA szorosan együttműködik a Hírszerző Közösség többi szervezetével.
A CIA a más államokra vonatkozó, külföldi eredetű információkat a titkos és nyílt adatgyűjtés számtalan különböző ismert és titkos módszerével és eszközeivel szerzi be. Az ügynökség a világ élvonalában élen jár a hírszerzési célú kutató-fejlesztő munkában és a csúcstechnológia ilyen célú gyakorlati alkalmazásában is. Elemzései a lehető legteljesebbek, ugyanakkor az információs termékei fogyaszthatóságának elősegítése érdekében jól használható összefoglalókat is készít a felső vezetők számára.

## Története
Az ügynökség az Egyesült Államok második világháborús hírszerzési szolgálatának, az Office of Strategic Services-nak az utódszervezete. Az OSS-t 1945 októberében számolták fel. William Joseph Donovan, az OSS létrehozója ajánlotta Franklin D. Roosevelt elnöknek, hogy hozzanak létre egy új ügynökséget, amely közvetlenül az elnök hatáskörébe tartozik. Az új ügynökség „nyílt és rejtett módon fog hírszerzési adatokhoz jutni, emellett pedig tanácsot ad a hírszerzés irányának meghatározására, meghatározza az országos hírszerzési célokat és rendszerezi a többi kormányszervezet által elkészített hírszerzési anyagokat.” A katonai hírszerzés, a külügyminisztérium és a Szövetségi Nyomozóiroda ellenkezése dacára Harry S. Truman elnök 1946 januárjában megalapította a Central Intelligence Group-ot. Az 1947-es hírszerzési törvény, a National Security Act of 1947 létrehozta a CIA-t, valamint a Nemzetbiztonsági Tanácsot (National Security Council). A Központi Hírszerző Ügynökség első vezetője Roscoe H. Hillenkoetter ellentengernagy lett, aki egyben a Központi Hírszerzési Igazgató címet is megkapta. A CIA első fontos külföldi feladata pedig a kommunisták kiszorítása az akkori olasz koalíciós kormányból, az olaszországi kereszténydemokraták támogatása lett, amit – a politikai nyomás más eszközeivel kombinálva – sikerrel végre is hajtottak.
1949-ben a 81-110-es közjogi törvény, a Central Intelligence Agency Act lehetővé tette a CIA számára, hogy titkos pénzügyi eljárásokat és adminisztrációt alkalmazzon, és a szervezet több szempontból is kikerült a szövetségi költségvetésre jellemző korlátok alól. Az ügynökség arra is engedélyt kapott, hogy titokban tartsa a szervezeti felépítését, az alkalmazottait és más fontos paramétereit.
A CIA létezésének első évtizedei során az ügynökségnek magán az elnökön kívül más felettese nem volt. Ezt a felügyelet nélküli helyzetet gyakran indokolták azzal, hogy a KGB világméretű tevékenységének ellensúlyozására csakis egy hasonló jellegű, „gentlemanhez méltatlan” viselkedésmód alkalmas. Allen Dulles igazgatói tevékenysége csak tovább erősítette ezt a függetlenségi érzést és gyakorlatot.
Az 1970-es évek évek elejére, nagyjából a Watergate botrány idejére azonban ez a tendencia megtorpant. Az amerikai politikai élet egyik domináns elemévé vált ugyanis a kongresszus abbéli igyekezete, hogy minél nagyobb felügyelettel bírjon a kormány végrehajtó ága felett. A külföldi államfők meggyilkolási kísérletei és a törvényellenes belföldi kémtevékenységekhez hasonló korábbi CIA-akciók felszínre kerülése lehetőséget adott a Kongresszusnak arra, hogy ezt a felügyeletet a hírszerzési tevékenységekre is kiterjessze. Az ügynökség nimbuszát tovább nyirbálta az a tény is, hogy a Watergate-betörésekben volt CIA-ügynökök vettek részt, illetve hogy Nixon elnök a CIA segítségével próbálta az FBI nyomozását megállítani. A Nixont megbuktató hangfelvételek bebizonyították, az elnök arra utasította Haldemant, a Fehér Ház személyzeti főnökét, hogy a CIA-t arról tájékoztassa, a Watergate-vizsgálat megbolygathatja a Disznó-öböl invázióját körülvevő politikai helyzetet, ezért a CIA-nak „nemzetbiztonsági okokból” rá kell vennie az FBI-t a nyomozás felfüggesztésére.
James R. Schlesinger egy beszámolósorozatot állíttatott össze a CIA korábbi kihágásairól. Az eufemisztikusan csak „családi ékszerek”-nek nevezett beszámolókat az ügynökség titokba tartotta, ám Seymour Hersh, a The New York Times újságírója megszellőztette, hogy a CIA külföldi államfők meggyilkolásában is részt vett, továbbá aktákat nyitott több ezer, a békemozgalomban részt vevő amerikai állampolgárról (lásd Operation CHAOS). A kongresszus egy szenátusi és egy képviselőházi bizottságon keresztül is nyitott vizsgálatot. A szenátusi bizottságot a vezetője után Church-bizottságnak, a képviselőházit pedig Pike-bizottságnak nevezték. Mindkét bizottság további, a CIA számára meglehetősen kellemetlen eseményeket tárt fel. 

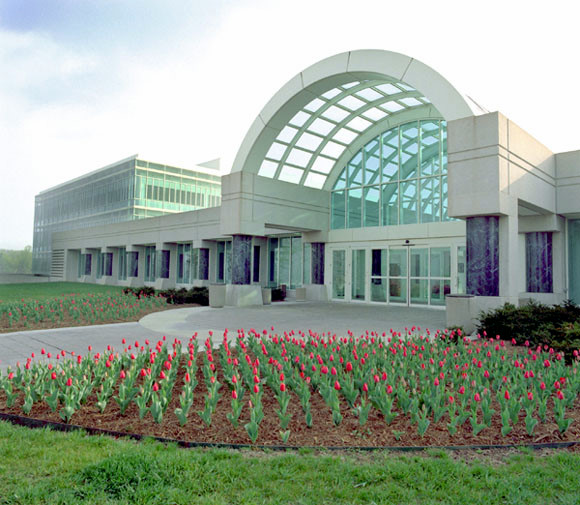
Az új CIA központ bejárata

A CIA-nak ezután megtiltották a külföldi államfők meggyilkolását. Az ügynökség számára amúgy is tiltott belföldi kémkedést szigorúbban tartatták be, és csak az FBI vizsgálhatta az országon belüli amerikai állampolgárokat. A Watergate utáni tiltások közül többet a 2001. szeptember 11. támadásokat követően feloldottak.
Manapság a CIA több kongresszusi bizottságnak, illetve magának az elnöknek is jelent. A nemzetbiztonsági tanácsadó egy olyan állandó tagja a kormánynak, akinek a feladatai között szerepel az elnök tájékoztatása az amerikai hírszerzési ügynökségek által elkészített beszámolók alapján. A CIA mellett az NSA és a DEA jelentéseit is felhasználja.
1988-ban George H. W. Bush lett az első amerikai elnök, aki korábban a CIA igazgatója is volt.

### Címere
A CIA címere három részből áll: a pajzsból, a pajzs tetején található balra néző sasból, valamint pajzs belsejében található csillagból. A fehérfejű rétisas az Egyesült Államok címerállata, az erőt és a figyelmet jelképezi. A tizenhatágú csillag az iránytű, a szélrózsa 16 főbb irányát mutatja, és ezzel a CIA egész világra kiterjedő hírszerzési tevékenységére utal. Az iránytű egy pajzson nyugszik, amely a védelem és a tájékozottság jelképe.

### Felépítése
- Director of the Central Intelligence Agency (DCIA). A CIA igazgatói címének rövidítése DCIA. Az 1947-es hírszerzési törvény emellett létrehozott egy Director of Central Intelligence (DCI) névre hallgató beosztást – ez a pozíció az Egyesült Államok hírszerzési szerveit vezette, adott tanácsot az elnöknek a nemzetbiztonsággal kapcsolatos hírszerzési tevékenységekről, valamint vezette a CIA-t. A hírszerzést 2004-ben reformáló Intelligence Reform and Terrorism Prevention Act törvény a DCI pozícióját kettéválasztotta: a Director of National Intelligence látja ezután el a DCI korábbi feladatait, és a CIA-t egy külön igazgató vezeti.
- Deputy Director of the Central Intelligence Agency (DDCIA). A CIA igazgatóhelyettese segít az igazgató munka elvégzésében, valamint az igazgató hiánya, betegsége vagy cselekvésképtelensége esetén él az igazgatói hatalommal.
- Associate Deputy Director of the Central Intelligence Agency (ADD). A 2006. július 5-én létrehozott beosztás a korábbi végrehajtó igazgatói posztot váltotta fel. Feladata a CIA napi munkájának vezetése és felügyelete.[4]
- Associate Director for Military Support (AD/MS). Az igazgató vezető katonai tanácsadója és képviselője, magas rangú katonatiszt. Az AD/MS a hírszerzési ügynökségek munkáját koordinálja annak érdekében, hogy az egyesített vezérkar időben juthasson pontos hírszerzési adatokhoz. Az AD/MS emellett segít a hadügyminisztériumnak a katonai hírszerzési tevékenységek oktatásában, valamint a hírszerzési rendszerek és technológiák beszerzésében.

#### Igazgatóságok és egyéb szervezeti egységek
- A Directorate of Intelligence a CIA hírszerzési igazgatósága. Feladata a fontosabb külföldi kérdésekhez kapcsolódó hírszerzési elemzések elkészítése és megfelelő helyre juttatása.[5]
- A National Clandestine Service egy félig független szervezet, amely korábban a Directorate of Operations (operatív ügyek igazgatósága) néven volt ismert. A szervezet titkos külföldi bevetésekkel és hírszerzési tevékenységgel foglalkozik.
- A Directorate of Science and Technology műszaki és tudományos jellegű támogatást ad a hírszerzési tevkénységek elvégzésére.[6]
- A Directorate of Support a CIA működéséhez elengedhetetlen szervezeti infrastruktúrát működteti: biztonságtechnika, informatika, ingatlankezelés és pénzügyi szolgáltatások. Ezen igazgatóság nagy része kisebb, szakosodott irodákból áll.
- A Center for the Study of Intelligence felel a CIA történelmi dokumentumaiért, és foglalkozik szakmai szinten a hírszerzési tevékenységek történelmi tanulmányaival.[7]
- Az Office of the General Counsel a CIA jogi ügyekkel foglalkozó irodája.[8]
- Az Office of the Inspector General a CIA belső revizori irodája, feladata az ügynökség tevékenységének felügyelete. A főrevizort az elnök nevezi ki, a kinevezést a Szenátus hagyja jóvá. Az OIG célja a sikkasztások, pazarlások, visszaélések és a rossz vezetés megelőzése illetve felderítése. A főrevizor független a CIA többi részétől és egyenesen a DCIA-nak jelent. Féléves jelentéseiben tájékoztatja az igazgatót, amelyet a DCIA-nak harminc napon belül el kell juttatnia a Kongresszus hírszerzési bizottságához.
- Az Office of Public Affairs a CIA sajtóosztálya. Feladata tanácsot adni az igazgatónak a médiával és a közvéleménnyel kapcsolatos kérdésekben.[9]
- Az Office of Military Affairs hírszerzést és operatív támogatást nyújt az amerikai haderőknek.[10]

### Törvényességi felügyelete
Az ügynökséget létrehozó 1947. évi, illetve az azt módosító 1949. évi törvény a CIA törvényhozói felügyeletét, a kongresszus működési szabályainak megfelelően, a képviselőház és a szenátus egy-egy különleges felhatalmazású bizottsága hatáskörébe helyezte. Ezek a bizottságok hagyják jóvá a Hírszerző Közösség és benne a CIA, természetesen szigorúan titkos, éves költségvetési tervének fő számait.

### Kapcsolata más szervezetekkel

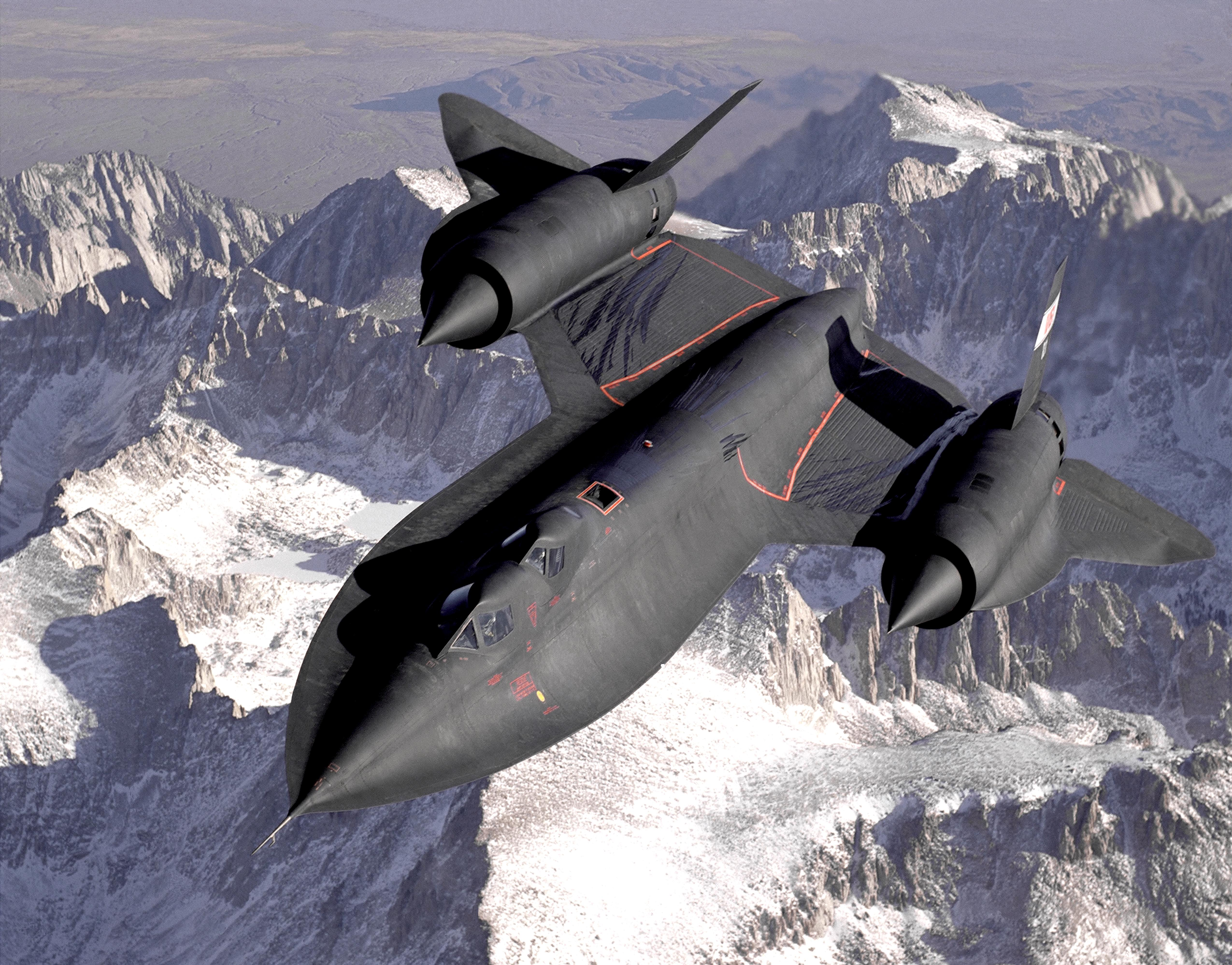
Az amerikai légierő SR–71 Blackbird gépét a CIA A-12 OXCART repülőgépéből fejlesztették ki

A CIA az USA legfőbb hírszerzési ügynöksége. Vélemények szerint a hírszerzési tevékenységéhez igénybe veszi a Nemzeti Felderítő Hivatal által üzemeltetett felderítő műholdak adatait, a National Security Agency lehallgatásainak eredményeit (amelyek többek között az ECHELON rendszerből is származhatnak), az amerikai haderők különféle hírszerzési repülőgépeinek adatait, illetve a külügyminisztérium és a energetikai minisztérium elemzőinek munkáját. Egykor a CIA saját, Lockheed U–2 és A–12 OXCART gépekből álló felderítőrepülőgép-flottát is üzemeltetett. A katonai képességekkel is felruházott különleges ügynökök a hagyományos fegyveres erőkkel együtt dolgoztak.
A CIA emellett szorosan együttműködik más országok hírszerzési szervezeteivel, többek között a brit MI6-tal, az izraeli Moszaddal és az ausztrál Secret Intelligence Service-szel.

### A CIA költségvetése a többi nagy amerikai hírszerző szervezethez viszonyítva
A Washington Postnak Edward Snowden leleplezései után készült oknyomozó cikke szerint az Egyesült Államok hírszerző szerveinek együttes költségvetése 2013-ban 52,6 milliárd USD volt. Az alábbi táblázatok az öt legnagyobb ügynökség adatait tartalmazzák. (Adatok milliárd USD-ben)

| A szervezet neve | A szervezet neve                         | Igazgatási és fenntartási költségek (Management and support) | Adatbeszerzés (Data collection) | Adatfeldolgozás és értékelés (Data processing and exploitation) | Adatelemzés (Data analysis) | Összesen |
| ---------------- | ---------------------------------------- | ------------------------------------------------------------ | ------------------------------- | --------------------------------------------------------------- | --------------------------- | -------- |
|                  | Central Intelligence Agency              | 01,8                                                         | 11,50                           | 0,387                                                           | 1,10                        | 14,787   |
|                  | National Security Agency                 | 05,2                                                         | 02,50                           | 1,60                                                            | 1,50                        | 10,80    |
|                  | National Reconnaissance Program          | 01,8                                                         | 06,00                           | 2,50                                                            | –                           | 10,30    |
|                  | National Geospatial-Intelligence Program | 02,0                                                         | 00,537                          | 1,40                                                            | 0,973                       | 04,910   |
|                  | General Defense Intelligence Program     | 01,7                                                         | 01,30                           | 0,228                                                           | 1,20                        | 04,428   |
| Összesen         | Összesen                                 | 12,5                                                         | 21,837                          | 6,115                                                           | 4,773                       | 45,225   |

## Politikai események
Létrehozásakor a CIA elsődleges feladata a kommunizmus terjedésének meggátolása volt, a Truman-doktrína követése. A CIA az amerikai titkosszolgálatok legfőbb ügynökségének számít.
A CIA gyakran avatkozott be döntő mértékben azoknak az országoknak a belügyeibe, amelyeket az Egyesült Államok stratégiai fontosságúnak tartott. Az ügynökség több esetben támogatta az ellenségesnek vélt országok elleni mozgalmakat, különösen ami fegyveres konfliktusokat illeti, legyen az Latin-Amerikában, az arab világban, Ázsiában, vagy a Szolidaritás esetében, Lengyelországban. Ezen akciók mindegyike a trumani elszigetelés-doktrína szellemében zajlott le, és a kommunista blokk ellen történt.
Az 1990-es évek elején a szovjet rendszer bukása a CIA mély kríziséhez vezetett, mivel az ügynökség létjogosultsága a kommunizmus elleni rejtett harc volt. A CIA-t sok kritika érte, hogy nem tudta előrejelezni és megakadályozni a 2001. szeptember 11-ei terrortámadásokat. Azóta a CIA új ellensége az iszlám radikalizmus lett, és a terrorizmus elleni háború vált az új hidegháborúvá.

### Külföldi operatív akciók
Néhány a CIA leghíresebb külföldi akcióiból:
- 1953-ban megdöntötte Mohammed Mossadegh iráni elnök uralmát az Operation Ajax akcióval
- 1954-ben Guatemalában megdöntötte a demokratikusan megválasztott Jacobo Arbenz elnököt, és helyette Carlos Castillo Armas diktátort juttatta hatalomra az Operation PBSUCCESS
- 1961-ben Fidel Castro megdöntésének céljával a CIA által támogatott kubai disszidensek egy csoportja szállt partra a kubai Disznó-öbölbeli invázió során, ám az akció csúfos kudarcba fulladt.
- 1962 és 1975 között a kubai rendszer destabilizálására a CIA sikertelen propagandakampányt folytatott Mongúz-hadművelet néven
- 1962 és 1975 között Laoszban titkos hadsereget szervezett
- 1973. szeptember 11-én Chilében szervezte és támogatta a Salvador Allende elleni államcsínyt
- A nicaraguai kontra-ügy
- Az 1980-as évek során afganisztáni ellenállókat képez ki a pakisztáni titkosszolgálat segítségével, hogy azok az országot 1979. karácsonyán elfoglaló szovjetek ellen harcoljanak.

## Igazgatók

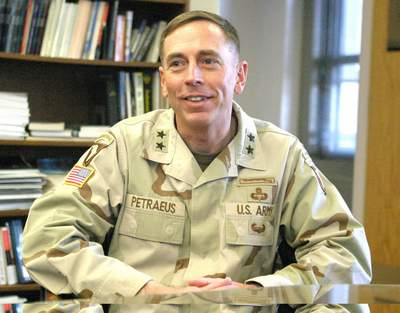
David Petraeus, a CIA volt igazgatója (2011. szeptember 6. – 2012. november 9. között)

A CIA első igazgatója 1946. január 23. és június 10. között töltötte be ezt a posztot. Ismertebb igazgatói közé tartozik Walter Bedell Smith, Allen Dulles és a későbbi elnök George H. W. Bush.

## CIA World Factbook
A CIA World Factbook egy online atlasz, amelyet az ügynökség szerkeszt. Ebből a földrajzi anyagokat korlátozás nélkül lehet a Wikipédiába másolni.